# 이동준 (1980년)
이동준(미국명: 다니엘 샌드린 (Daniel Sandrin) 1980년 1월 27일 ~ )은 대한민국의 농구 선수이다. 현재 형 이승준과 함께 알랍 필리피나스에서 뛰고 있다.
미국 시애틀의 퍼시픽 대학교를 졸업한 후 대한민국 국적을 얻고나서 연세대학교를 중퇴하였다.
2007년 대구 오리온스에 2위로 드래프트되었다. 2009년 올스타전에서 MVP를 수상하는 기염을 토하기도 하였다.
- 2007년 ~ 2011년 대구 오리온스
- 2011년 ~ 2012년 고양 오리온스
- 2012년 ~ 2015년 서울 삼성 썬더스
- 2015년 ~ 2016년 서울 SK 나이츠
- 2016년 ~ 현재 산미겔 알랍 필리피나스

## 사건
2013년 1월 27일, 형 이승준과 함께 폭행 혐의로 불구속 입건됐는데, 그럼에도 불구하고 그날 올스타전에 출전해 논란이 일었다.